# Lukas Kwasniok
Lukas Kwasniok, geboren als Łukasz Kwaśniok, (Gliwice, 12 juni 1981) is een in Polen geboren Duits voetbaltrainer en een voormalig profvoetballer. Hij staat sinds juli 2025 als hoofdcoach onder contract bij het Duitse 1. FC Köln.

## Spelersloopbaan
Kwasniok kwam tijdens zijn loopbaan uit voor verschillende Duitse clubs, waaronder Arminia Bielefeld en SV Sandhausen, en speelde voornamelijk in de 2. Bundesliga. Hij was actief als middenvelder en beëindigde noodgedwongen op 20-jarige leeftijd zijn spelerscarrière in 2007. Daarnaast kwam hij achttien keer uit voor diverse Duitse jeugdelftallen, waarbij hij aanvoerder was van het team onder 16.

## Trainersloopbaan

### Amateurs
Kwasniok begon zijn trainersloopbaan in het Duitse amateurvoetbal. Hij werd in 2007 hoofdtrainer van OSV Rastatt, een club die uitkwam in de Landesliga Württemberg, het zesde niveau van Duitsland. Na één seizoen maakte hij de overstap naar TSV Reichenbach, dat een niveau lager speelde. Daar gaf hij veelvuldig jonge spelers de kans in het eerste elftal. Op eigen initiatief verliet hij de club om terug te keren naar zijn jeugdclub Karlsruher SC.

### Karlsruher SC
Kwasniok maakte bij Karlsruher SC zijn entree in het profvoetbal en kreeg daar de verantwoordelijkheid over het onder-17-elftal. Na anderhalf jaar werd hij doorgeschoven naar de onder-19, die op dat moment in degradatiegevaar verkeerde. Onder zijn leiding wist het team zich met een sterke eindsprint te handhaven. Als beloning voor zijn prestaties tekende hij een driejarig contract bij de club. In december 2016 werd hij tijdelijk aangesteld als interim-hoofdtrainer van het eerste elftal, nadat Tomas Oral vanwege tegenvallende resultaten was ontslagen. Op 9 december 2016 maakte hij zijn debuut als hoofdcoach in de 2. Bundesliga, in de uitwedstrijd tegen Dynamo Dresden, die eindigde in 0–0. Kort daarna werd Mirko Slomka aangesteld als nieuwe hoofdtrainer, waarop Kwasniok terugkeerde naar de onder-19. In de zomer van 2018 besloten Kwasniok en Karlsruher SC vlak voor de start van het nieuwe seizoen uit elkaar te gaan.

### Carl Zeiss Jena
In december 2018 werd Kwasniok aangesteld als hoofdtrainer van Carl Zeiss Jena, als opvolger van de ontslagen Mark Zimmermann. Hij tekende een contract tot medio 2021. Zijn debuut volgde op 16 december tijdens de uitwedstrijd in de 3. Liga tegen 1860 München. Die wedstrijd, gespeeld in het Städtisches Stadion an der Grünwalder Straße, eindigde in een 1–3 overwinning voor Jena dankzij twee doelpunten van Julian Günther-Schmidt. Onder leiding van Kwasniok wist de club zich dat seizoen te handhaven in de 3. Liga. Het daaropvolgende seizoen 2019/20 begon echter teleurstellend; de ploeg wist in de eerste tien competitiewedstrijden geen enkele overwinning te boeken. In september 2019 werd Kwasniok daarop ontslagen.

### 1. FC Saarbrücken
In december 2019 volgde Kwasniok de ontslagen Dirk Lottner op als hoofdtrainer van 1. FC Saarbrücken. Zijn opdracht was om de club, uitkomend in de Regionalliga Südwest, naar promotie naar de 3. Liga te leiden. Hij tekende een contract tot het einde van het seizoen, met een optie tot verlenging bij promotie. Op 5 februari 2020 zat hij voor het eerst op de bank tijdens de achtste finale van de DFB-Pokal, tegen zijn voormalige werkgever Karlsruher SC. Na 120 minuten was de stand 0–0; Saarbrücken won de strafschoppenserie en plaatste zich voor de kwartfinale. Daarin werd opnieuw na strafschoppen gewonnen, ditmaal van Fortuna Düsseldorf. Kort daarna werd de competitie, evenals het bekertoernooi, stilgelegd vanwege de uitbraak van COVID-19. Op dat moment stond Saarbrücken bovenaan. In mei werd besloten om de competitie niet te hervatten en werd de club uitgeroepen tot kampioen, wat promotie naar de 3. Liga betekende. Na de herstart van de DFB-Pokal volgde in juni de halve finale, waarin Saarbrücken thuis met 0–3 verloor van Bayer Leverkusen. In het seizoen 2020/21 kende de ploeg onder leiding van Kwasniok een sterke start; pas in de zevende speelronde werd de eerste nederlaag geleden, een 1–2 thuisverlies tegen SC Verl. Kort na de winterstop werd bekendgemaakt dat Kwasniok en de club na afloop van het seizoen uit elkaar zouden gaan. Saarbrücken sloot het seizoen af op de vijfde plaats.

### SC Paderborn
In mei 2021 werd bekend dat Kwasniok per seizoen 2021/22 hoofdtrainer zou worden bij SC Paderborn 07, dat op dat moment uitkwam in de 2. Bundesliga. Hij tekende een contract voor twee jaar. Daarmee volgde hij Steffen Baumgart op, die was vertrokken naar 1. FC Köln. Op 24 juli 2021 maakte Kwasniok zijn debuut als trainer van Paderborn tijdens de uitwedstrijd tegen 1. FC Heidenheim, die in een 0–0 gelijkspel eindigde. Hij kende een sterke competitiestart, waarbij Paderborn eind september na een 1–4 uitoverwinning op Erzgebirge Aue zelfs kortstondig aan kop stond. In november en december ging het echter minder, waardoor de ploeg de winterstop op een zesde plaats afrondde. Hoewel Kwasniok er niet in slaagde om terug te keren naar de top van de ranglijst, zorgde een sterke eindsprint, met slechts één verlies in de laatste zeven wedstrijden, ervoor dat Paderborn het seizoen op een zesde plaats afsloot.
In zijn tweede seizoen (2022/23) kende Kwasniok met Paderborn zelfs een sterkere competitiestart dan het jaar ervoor. Al in de vijfde speelronde nam de ploeg de koppositie in, die vervolgens vijf weken lang werd vastgehouden. Daarna zakte Paderborn weg uit de top van het klassement, maar slaagde Kwasniok erin het seizoen af te sluiten op een vijfde plaats, een plek hoger dan in 2021/22. Kwasniok kende een moeizame start met Paderborn in het seizoen 2023/24, waarin de ploeg tot de winterstop voornamelijk in de onderste helft van de ranglijst verbleef. Na de winterstop wist hij echter een positieve draai te geven aan de prestaties, waardoor Paderborn uiteindelijk op een zevende plaats eindigde. Gedurende dat seizoen werd zijn contract verlengd tot 2025.
In het daaropvolgende seizoen 2024/25 moest Kwasniok toezien hoe belangrijke spelers als Marvin Pieringer, Ron Schallenberg en Julian Justvan de club verlieten. Dit resulteerde in een zwakke seizoenstart met slechts vier punten uit de eerste vier wedstrijden. Net als het voorgaande seizoen slaagde hij er echter in om het team weer op de rails te krijgen, men eindigde uiteindelijk op de vierde plaats in de 2. Bundesliga, slechts één punt achter de derde plaats. In april maakte Kwasniok reeds bekend zijn aflopende contract niet te verlengen. Uiteindelijk koos hij voor een overstap naar 1. FC Köln, dat net was teruggekeerd in de Bundesliga.

### 1. FC Köln
In juni 2025 tekende Kwasniok een contract tot 2028 bij 1. FC Köln.

## Persoonlijk
Kwasniok werd, net als Lukas Podolski, geboren in het Poolse Gliwice en verhuisde in 1988 met zijn ouders naar Duitsland. In juni 2017 begon hij onder leiding van Frank Wormuth aan de opleiding tot professioneel voetbaltrainer aan de Hennes Weisweiler Akademie. Acht maanden later rondde hij deze succesvol af en ontving hij samen met onder anderen Timo Schultz en Dimitrios Grammozis zijn diploma.
Tijdens de coronapandemie was Kwasniok lange tijd de enige nog niet-gevaccineerde trainer in het Duitse profvoetbal. Hoewel hij niet tegen vaccins was, benadrukte hij zijn afkeer van verplichte vaccinaties en zei hij zich alleen als burger aan die verplichting te zullen onderwerpen. Kwasniok en zijn vrouw hebben een zoon genaamd Brooklyn Romeo, vernoemd naar de eerste twee zonen van David Beckham: Brooklyn en Romeo. De naamkeuze kwam voort uit hun bewondering voor Beckham.

## Statistieken
| Van                         | Tot        | Club              | Duels | W  | G  | V  | Pt  | Ratio |
| --------------------------- | ---------- | ----------------- | ----- | -- | -- | -- | --- | ----- |
| 01.07.2025                  |            | 1. FC Köln        | 0     | 0  | 0  | 0  | 0   | 0,00  |
| 01.07.2021                  | 30.06.2025 | SC Paderborn      | 145   | 64 | 36 | 45 | 228 | 1,57  |
| 23.12.2019                  | 30.06.2021 | 1. FC Saarbrücken | 48    | 22 | 11 | 15 | 77  | 1,60  |
| 09.12.2018                  | 28.09.2019 | Carl Zeiss Jena   | 33    | 9  | 9  | 15 | 36  | 1,09  |
| 05.12.2016                  | 21.12.2016 | Karlsruher SC     | 2     | 0  | 2  | 0  | 2   | 1,00  |
| Bijgewerkt tot 23 juli 2025 |            |                   |       |    |    |    |     |       |

## Erelijst
| Kampioen Regionalliga Südwest | 1x | 2019/20 |